# Giornata piemontese
La giornata (in piemontese giornà, leggi giurnà) è un'antica unità di misura di superficie utilizzata in Piemonte che in ambito agricolo viene usata tutt'oggi. Pur con valori diversi, anche sensibilmente, da comune a comune, è diffusa in tutto il Piemonte, ad eccezione delle provincie di Novara e del Verbano-Cusio-Ossola, che non fanno parte del Piemonte storico. È impiegata anche in qualche comune della Lomellina e in due comuni della provincia di Savona, confinanti con il Piemonte.
L'origine del nome deriva dalla corrispondenza con la quantità di terreno arabile mediamente con una coppia di buoi in una giornata.

## Equivalenze
Una giornata piemontese equivale generalmente a 3810 m² (un quadrato di circa 62 metri di lato), ma può assumere localmente valori leggermente diversi. La frazione della giornata piemontese è la tavola (in piemontese tàula): 1 giornata piemontese si suddivide in 100 tavole. In alcune zone del basso Canavese e dell'alta pianura vercellese, la giornata viene suddivisa in 8 steri (sté in lingua piemontese).

### Valori locali
La giornata piemontese può assumere valori diversi comune per comune e anche i suoi sottomultipli possono variare, sia per denominazione sia per rapporto. Ad esempio ad Argentera la giornata è suddivisa in tre sestirate, ciascuna equivalente a due eminate; a Calamandrana una giornata equivale a 8⅓ stari.
Qui di seguito sono riportati i valori in uso nel 1950 per i comuni che adottavano la giornata piemontese, distinti per provincia. Altri comuni adottavano altre unità di misura tradizionali, come il moggio o moggia, che aveva anch'esso un valore variabile comune per comune. In alcuni comuni, tuttavia, moggio e giornata erano sinonimi.

#### Provincia di Alessandria
- Basaluzzo: 3810 m²
- Capriata d'Orba: 3810 m²
- Casaleggio Boiro: 3810 m²
- Cassine: 3810 m²
- Francavilla Bisio: 3810 m²
- Lerma: 3810 m²
- Montechiaro d'Acqui: 3810 m²
- Murisengo: 3656 m²
- Odalengo Grande: 3925 m²
- Odalengo Piccolo: 3232 m²
- Pasturana: 3810 m²
- Ponzone: 3810 m²
- Predosa: 2357 m²
- Rivarone: 3810 m²
- San Cristoforo: 3810 m²
- Villadeati: 3810 m²
- Villamiroglio: 3956 m²

#### Provincia di Asti
- Agliano: 3810 m²
- Albugnano: 3810 m²
- Antignano: 3810,39 m²
- Aramengo: 3800 m²
- Asti: 3810 m²
- Azzano d'Asti: 3810 m²
- Baldichieri d'Asti: 3810 m²
- Belveglio: 3520 m²
- Berzano di San Pietro: 3810,39 m²
- Bubbio: 3456 m²
- Buttigliera d'Asti: 3810 m²
- Calamandrana: 3810 m²
- Calliano: 3424 m²
- Calosso: 3810 m²
- Camerano Casasco: 3810,39 m²
- Canelli: 3810 m²
- Cantarana: 3810 m²
- Capriglio: 3810 m²
- Cassinasco: 3456 m²
- Castagnole delle Lanze: 3810 m²
- Castel Boglione: 3266 m²
- Castell'Alfero: 3810 m²
- Castellero: 3810 m²
- Castello di Annone: 3657,55 m²
- Castelnuovo Calcea: 3456 m²
- Castelnuovo Don Bosco: 3810 m²
- Cellarengo: 3810 m²
- Celle Enomondo: 3810,39 m²
- Cerreto d'Asti: 3657,6 m²
- Cerro Tanaro: 3484 m²
- Cessole: 3810 m²
- Cinaglio: 3810 m²
- Cisterna d'Asti: 3456 m²
- Coazzolo: 3810 m²
- Cocconato: 3810 m²
- Colcavagno: 3716,8 m²
- Corsione: 3810,39 m²
- Cortandone: 3810 m²
- Cortazzone: 3810 m²
- Cossombrato: 3810 m²
- Costigliole d'Asti: 3810,39 m²
- Cunico: 3656 m²
- Dusino San Michele: 3810 m²
- Ferrere: 3810,39 m²
- Grana Monferrato: 3465,44 m²
- Incisa Scapaccino: 3392 m²
- Isola d'Asti: 3800 m²
- Maretto: 3810,39 m²
- Moasca: 3456 m²
- Mombaruzzo: 3266,4 m²
- Mombercelli: 3800 m²
- Monale: 3810 m²
- Monastero Bormida: 3456 m²
- Moncucco Torinese: 3810,39 m²
- Mongardino: 3810 m²
- Montafia: 3810 m²
- Montaldo Scarampi: 3800 m²
- Montechiaro d'Asti: 3810 m²
- Montegrosso d'Asti: 3810 m²
- Montiglio Monferrato: 3688 m²
- Moransengo: 3810 m²
- Nizza Monferrato: 3264 m²
- Olmo Gentile: 3810 m²
- Passerano Marmorito: 3810,39 m²
- Penango: 3657,90 m²
- Piea: 3810 m²
- Pino d'Asti: 3810,39 m²
- Piovà Massaia: 3648 m²
- Portacomaro: 3810 m²
- Revigliasco d'Asti: 3810,39 m²
- Roatto: 3810,39 m²
- Robella: 3656 m²
- Rocca d'Arazzo: 3516 m²
- Roccaverano: 3810 m²
- Rocchetta Palafea: 3266,72 m²
- Rocchetta Tanaro: 3616 m²
- San Damiano d'Asti: 3810 m²
- San Giorgio Scarampi: 3810 m²
- San Martino Alfieri: 3810 m²
- San Marzano Oliveto: 3648 m²
- San Paolo Solbrito: 3810 m²
- Scurzolengo: 3810 m²
- Serole: 3810 m²
- Sessame: 3472 m²
- Settime: 3810 m²
- Soglio: 3810 m²
- Tigliole: 3448 m²
- Tonengo: 3810 m²
- Vaglio Serra: 3656 m²
- Valfenera: 3810 m²
- Vesime: 3810 m²
- Viale: 3810 m²
- Vigliano d'Asti: 3810 m²
- Villa San Secondo: 3810,39 m²
- Villafranca d'Asti: 3810 m²
- Villanova d'Asti: 3810 m²
- Vinchio: 3800 m²

#### Provincia di Biella
- Andorno Micca: 3810,39 m²
- Benna: 3810,4 m²
- Biella: 3810,39 m²
- Bioglio: 3810 m²
- Borriana: 3810 m²
- Brusnengo: 3800 m²
- Callabiana: 3810 m²
- Camandona: 3810 m²
- Camburzano: 3810,39 m²
- Campiglia Cervo: 3810 m²
- Candelo: 3810 m²
- Casapinta: 3810 m²
- Castelletto Cervo: 3810,3948 m²
- Cavaglià: 3810 m²
- Cerrione: 3810 m²
- Coggiola: 3810 m²
- Cossato: 3810 m²
- Curino: 3800 m²
- Donato: 3810 m²
- Dorzano: 3810 m²
- Gaglianico: 3810 m²
- Gifflenga: 3810 m²
- Graglia: 3800 m²
- Lessona: 3810 m²
- Magnano: 3810 m²
- Massazza: 3810 m²
- Masserano: 3810,39 m²
- Mezzana Mortigliengo: 3810 m²
- Miagliano: 3810,39 m²
- Mongrando: 3810,39 m²
- Mottalciata: 3800 m²
- Muzzano: 3800 m²
- Netro: 3810 m²
- Occhieppo Inferiore: 3810 m²
- Occhieppo Superiore: 3810 m²
- Pettinengo: 3810 m²
- Piatto: 3810 m²
- Piedicavallo: 3800 m²
- Pollone: 3810,39 m²
- Ponderano: 3810 m²
- Portula: 3800 m²
- Pralungo: 3810,39 m²
- Quaregna Cerreto: 3810 m² per Quaregna; 3810,39 m² per Cerreto Castello
- Ronco Biellese: 3810,3948 m²
- Roppolo: 3810 m²
- Rosazza: 3810 m²
- Sagliano Micca: 3810,39 m²
- Sala Biellese: 3810 m²
- Salussola: 3810 m²
- Sandigliano: 3810 m²
- Sordevolo: 3810 m²
- Sostegno: 3800 m²
- Strona: 3810 m²
- Tavigliano: 3810,39 m²
- Ternengo: 3810 m²
- Tollegno: 3810 m²
- Torrazzo: 3810 m²
- Valdengo: 3810,39 m²
- Vallanzengo: 3810 m²
- Valdilana: 3810 m²
- Valle San Nicolao: 3810 m²
- Veglio: 3810 m²
- Verrone: 3810,4 m²
- Vigliano Biellese: 3810 m²
- Villa del Bosco: 3810 m²
- Villanova Biellese: 3810 m²
- Viverone: 3810 m²
- Zimone: 3810 m²
- Zubiena: 3810 m²
- Zumaglia: 3810,3948 m²

#### Provincia di Cuneo
- Acceglio: 3810 m²
- Aisone: 3810 m²
- Alba: 3810,39 m²
- Albaretto della Torre: 3810,39 m²
- Argentera: 3600 m²
- Arguello: 3810,39 m²
- Bagnasco: 3810 m²
- Bagnolo Piemonte: 3810 m²
- Baldissero d'Alba: 3810 m²
- Barbaresco: 3810 m²
- Barge: 3810,39 m²
- Barolo: 3810 m²
- Bastia Mondovì: 3810 m²
- Battifollo: 3810 m²
- Beinette: 3810,3948 m²
- Belvedere Langhe: 3810 m²
- Bene Vagienna: 3810,39 m²
- Benevello: 3810 m²
- Bergolo: 3810 m²
- Bernezzo: 3810 m²
- Bonvicino: 3810 m²
- Borgo San Dalmazzo: 3810,4 m²
- Borgomale: 3810 m²
- Bosia: 3810,39 m²
- Bossolasco: 3810 m²
- Boves: 3810 m²
- Bra: 3810 m²
- Briaglia: 3810 m²
- Briga Alta: 3810 m²
- Brondello: 3810,39 m²
- Brossasco: 3810 m²
- Busca: 3810,39 m²
- Camerana: 3810 m²
- Camo: 3810 m²
- Canale: 3810 m²
- Canosio: 3810 m²
- Caraglio: 3810,39 m²
- Caramagna Piemonte: 3810,3948 m²
- Cardè: 3810 m²
- Carrù: 3810,39 m²
- Cartignano: 3810 m²
- Casalgrasso: 3810 m²
- Castagnito: 3810 m²
- Castellar: 3810,39 m²
- Castelletto Stura: 3810 m²
- Castelletto Uzzone: 3810 m²
- Castellinaldo d'Alba: 3810 m²
- Castellino Tanaro: 3810 m²
- Castelmagno: 3810 m²
- Castelnuovo di Ceva: 3860 m²
- Castiglione Falletto: 3810 m²
- Castiglione Tinella: 3499,2 m²
- Castino: 3810 m²
- Cavallerleone: 3810,4 m²
- Cavallermaggiore: 3810 m²
- Celle di Macra: 3810 m²
- Centallo: 3810 m²
- Ceresole d'Alba: 3810 m²
- Cervasca: 3810 m²
- Cervere: 3810 m²
- Ceva: 3810,4 m²
- Cherasco: 3810,4 m²
- Chiusa di Pesio: 3810 m²
- Cigliè: 3810 m²
- Cissone: 3810 m²
- Clavesana: 3810,39 m²
- Corneliano d'Alba: 3810 m²
- Cortemilia: 3810 m²
- Cossano Belbo: 3810 m²
- Costigliole Saluzzo: 3810 m²
- Cravanzana: 3810 m²
- Crissolo: 3810 m²
- Cuneo: 3810 m²
- Demonte: 3810 m²
- Diano d'Alba: 3810 m²
- Dogliani: 3810 m²
- Dronero: 3810 m²
- Elva: 3810 m²
- Entracque: 3810,36 m²
- Envie: 3810 m²
- Farigliano: 3810 m²
- Faule: 3810,3948 m²
- Feisoglio: 3810 m²
- Fossano: 3810 m²
- Frabosa Soprana: 3810,9 m²
- Frabosa Sottana: 3810 m²
- Frassino: 3810,39 m²
- Gaiola: 3810,4 m²
- Gambasca: 3810,39 m²
- Garessio: 3810 m²
- Genola: 3810,3948 m²
- Gorzegno: 3810 m²
- Gottasecca: 3810,39 m²
- Govone: 3810 m²
- Grinzane Cavour: 3810,39 m²
- Guarene: 3810,39 m²
- Igliano: 3810 m²
- Isasca: 3810 m²
- La Morra: 3368 m²
- Lagnasco: 3810 m²
- Lequio Berria: 3810,39 m²
- Lequio Tanaro: 3810,39 m²
- Lesegno: 3810 m²
- Levice: 3810,4 m²
- Limone Piemonte: 3810 m²
- Lisio: 3810 m²
- Macra: 3810 m²
- Magliano Alfieri: 3810 m²
- Magliano Alpi: 3810 m²
- Mango: 3810 m²
- Manta: 3810 m²
- Marene: 3810 m²
- Margarita: 3810 m²
- Marmora: 3810 m²
- Marsaglia: 3810 m²
- Martiniana Po: 3810 m²
- Melle: 3810 m²
- Moiola: 3810,4 m²
- Mombarcaro: 3810 m²
- Mombasiglio: 3810 m²
- Monastero di Vasco: 3810 m²
- Monasterolo Casotto: 3810 m²
- Monasterolo di Savigliano: 3810,39 m²
- Monchiero: 3810 m²
- Mondovì: 3810 m²
- Monesiglio: 3810 m²
- Monforte d'Alba: 3810 m²
- Montà: 3810 m²
- Montaldo Roero: 3810 m²
- Montaldo di Mondovì: 3810 m²
- Montanera: 3810 m²
- Montelupo Albese: 3810 m²
- Montemale di Cuneo: 3810 m²
- Monterosso Grana: 3810 m²
- Monteu Roero: 3810 m²
- Montezemolo: 3860 m²
- Monticello d'Alba: 3810 m²
- Moretta: 3810 m²
- Morozzo: 3810 m²
- Murazzano: 3810 m²
- Murello: 3810 m²
- Narzole: 3810,39 m²
- Neive: 3810 m²
- Neviglie: 3810 m²
- Niella Belbo: 3810 m²
- Niella Tanaro: 3810 m²
- Novello: 3610 m²
- Nucetto: 3810 m²
- Oncino: 3810,4 m²
- Ormea: 3810 m²
- Ostana: 3810 m²
- Paesana: 3810 m²
- Pagno: 3810 m²
- Pamparato: 3810 m²
- Paroldo: 3810,4 m²
- Perletto: 3810 m²
- Perlo: 3810 m²
- Peveragno: 3810 m²
- Pezzolo Valle Uzzone: 3810 m²
- Pianfei: 3810 m²
- Piasco: 3810 m²
- Piobesi d'Alba: 3810 m²
- Piozzo: 3810 m²
- Pocapaglia: 3810 m²
- Polonghera: 3810,3948 m²
- Pradleves: 3810 m²
- Prazzo: 3810 m²
- Priero: 3860 m²
- Priocca: 3810 m²
- Prunetto: 3810 m²
- Racconigi: 3810,4 m²
- Revello: 3810 m²
- Rifreddo: 3810,1 m²
- Rittana: 3810,4 m²
- Roaschia: 3810 m²
- Roascio: 3810,39 m²
- Robilante: 3810,4 m²
- Roburent: 3810 m²
- Rocca Cigliè: 3800 m²
- Rocca de' Baldi: 3810 m²
- Roccabruna: 3810 m²
- Roccaforte Mondovì: 3810 m²
- Roccasparvera: 3810,4 m²
- Roccavione: 3810 m²
- Rocchetta Belbo: 3810,39 m²
- Roddi: 3810 m²
- Roddino: 3810 m²
- Rodello: 3810,39 m²
- Rossana: 3810,3948 m²
- Ruffia: 3800 m²
- Sale delle Langhe: 3800 m²
- Sale San Giovanni: 3810 m²
- Saliceto: 3810 m²
- Salmour: 3810 m²
- Saluzzo: 3810,4 m²
- Sampeyre: 3810 m²
- San Benedetto Belbo: 3810 m²
- San Damiano Macra: 3810 m²
- San Michele Mondovì: 3810 m²
- Sanfront: 3810 m²
- Sanfrè: 3810 m²
- Sant'Albano Stura: 3810 m²
- Santa Vittoria d'Alba: 3810,39 m²
- Santo Stefano Belbo: 3810 m²
- Santo Stefano Roero: 3810 m²
- Savigliano: 3810,39 m²
- Scagnello: 3810 m²
- Scarnafigi: 3810 m²
- Serralunga d'Alba: 3810 m²
- Serravalle Langhe: 3810 m²
- Sinio: 3810 m²
- Somano: 3810 m²
- Sommariva Perno: 3810 m²
- Sommariva del Bosco: 3810 m²
- Stroppo: 3810 m²
- Tarantasca: 3810,9 m²
- Torre Bormida: 3810 m²
- Torre Mondovì: 3810,39 m²
- Torre San Giorgio: 3810 m²
- Torresina: 3810,4 m²
- Trezzo Tinella: 3810 m²
- Trinità: 3810 m²
- Valgrana: 3810 m²
- Valloriate: 3810 m²
- Valmala: 3810 m²
- Venasca: 3810 m²
- Verduno: 3810 m²
- Vernante: 3810 m²
- Verzuolo: 3810 m²
- Vezza d'Alba: 3810 m²
- Vicoforte: 3810 m²
- Vignolo: 3810 m²
- Villafalletto: 3810,39 m²
- Villanova Mondovì: 3810 m²
- Villanova Solaro: 3810 m²
- Villar San Costanzo: 3810 m²
- Viola: 3810 m²
- Vottignasco: 3810,9 m²

#### Provincia di Pavia
In alcuni comuni della Lomellina è in uso la giornata piemontese.
- Langosco: 3810 m²
- Ottobiano: 3848,959 m²
- Valeggio: 3848,955 m²
- Valle Lomellina: 3810,39 m²

#### Provincia di Savona
In due comuni al confine con il Piemonte, si impiega la giornata piemontese come unità di misura.
- Cengio: 3810 m²
- Massimino: 3810 m²

#### Provincia di Torino
- Agliè: 3810,39 m²
- Airasca: 3810 m²
- Ala di Stura: 3810 m²
- Albiano d'Ivrea: 3800 m²
- Alice Superiore: 3810 m²
- Almese: 3810 m²
- Alpette: 3810,39 m²
- Alpignano: 3810 m²
- Andezeno: 3810 m²
- Andrate: 3810 m²
- Angrogna: 3810 m²
- Arignano: 3810 m²
- Avigliana: 3810,39 m²
- Azeglio: 3800 m²
- Bairo: 3810,39 m²
- Balangero: 3810 m²
- Baldissero Canavese: 3810,39 m²
- Baldissero Torinese: 3810,39 m²
- Balme: 3810 m²
- Banchette: 3810 m²
- Barbania: 3810 m²
- Barone Canavese: 3810 m²
- Beinasco: 3810 m²
- Bibiana: 3810 m²
- Bobbio Pellice: 3810,39 m²
- Bollengo: 3810 m²
- Borgaro Torinese: 3810 m²
- Borgiallo: 3810,39 m²
- Borgofranco d'Ivrea: 3810 m²
- Borgomasino: 3800 m²
- Borgone Susa: 3810 m²
- Bosconero: 3810 m²
- Brandizzo: 3810,4 m²
- Bricherasio: 3810 m²
- Brosso: 3810,39 m²
- Brozolo: 3810 m²
- Bruino: 3810,39 m²
- Brusasco: 3656 m²
- Bruzolo: 3810 m²
- Buriasco: 3810 m²
- Burolo: 3810,39 m²
- Busano: 3810,39 m²
- Bussoleno: 3810 m²
- Buttigliera Alta: 3810 m²
- Cafasse: 3810,39 m²
- Caluso: 3810,39 m²
- Cambiano: 3810,39 m²
- Campiglione-Fenile: 3810,4 m²
- Candia Canavese: 3810 m²
- Candiolo: 3810 m²
- Canischio: 3810 m²
- Cantoira: 3810,39 m²
- Caprie: 3814 m²
- Caravino: 3810 m²
- Carema: 3810 m²
- Carignano: 3810 m²
- Carmagnola: 3810 m²
- Casalborgone: 3810,4 m²
- Cascinette d'Ivrea: 3810 m²
- Caselette: 3810 m²
- Caselle Torinese: 3810 m²
- Castagneto Po: 3810,4 m²
- Castagnole Piemonte: 3810 m²
- Castellamonte: 3810,39 m²
- Castelnuovo Nigra: 3810 m²
- Castiglione Torinese: 3810,3948 m²
- Cavagnolo: 3656 m²
- Cavour: 3810,4 m²
- Cercenasco: 3810,3948 m²
- Ceres: 3810,39 m²
- Ceresole Reale: 3810,39 m²
- Chialamberto: 3810 m²
- Chianocco: 3810 m²
- Chiaverano: 3810,39 m²
- Chieri: 3810 m²
- Chiesanuova: 3810,39 m²
- Chiusa di San Michele: 3814 m²
- Chivasso: 3810,4 m²
- Ciconio: 3810,39 m²
- Cintano: 3810,39 m²
- Cinzano: 3810,39 m²
- Cirié: 3810,39 m²
- Coassolo Torinese: 3810 m²
- Coazze: 3810,3948 m²
- Collegno: 3810,3948 m²
- Colleretto Castelnuovo: 3810 m²
- Colleretto Giacosa: 3810,39 m²
- Condove: 3810,39 m²
- Corio: 3810 m²
- Cossano Canavese: 3810 m²
- Cuceglio: 3810 m²
- Cumiana: 3810 m²
- Cuorgnè: 3810 m²
- Druento: 3810 m²
- Favria: 3810,39 m²
- Feletto: 3990,39 m²
- Fenestrelle: 3810 m²
- Fiano: 3810 m²
- Fiorano Canavese: 3810 m²
- Foglizzo: 3810 m²
- Forno Canavese: 3810,39 m²
- Frassinetto: 3810 m²
- Front: 3810 m²
- Frossasco: 3810,39 m²
- Garzigliana: 3810,3948 m²
- Gassino Torinese: 3810,3948 m²
- Germagnano: 3810 m²
- Giaglione: 3810 m²
- Giaveno: 3810 m²
- Givoletto: 3810 m²
- Gravere: 3810 m²
- Groscavallo: 3810 m²
- Grosso: 3810 m²
- Grugliasco: 3800 m²
- Inverso Pinasca: 3810,39 m²
- Isolabella: 3810 m²
- Issiglio: 3810 m²
- Ivrea: 3810 m²
- La Cassa: 3810 m²
- La Loggia: 3810 m²
- Lanzo Torinese: 3810 m²
- Lauriano: 3810 m²
- Leini: 3810,39 m²
- Lemie: 3810 m²
- Lessolo: 3810 m²
- Levone: 3810,39 m²
- Locana: 3810 m²
- Lombardore: 3810 m²
- Lombriasco: 3810,39 m²
- Loranzè: 3810 m²
- Lugnacco: 3810 m²
- Luserna San Giovanni: 3810 m²
- Lusernetta: 3810 m²
- Lusigliè: 3810 m²
- Macello: 3810,3948 m²
- Maglione: 3810,39 m²
- Marentino: 3810 m²
- Massello: 3810 m²
- Mathi: 3810 m²
- Mattie: 3800 m²
- Mazzè: 3810 m²
- Meana di Susa: 3810,39 m²
- Mercenasco: 3810,39 m²
- Meugliano: 3810,39 m²
- Mezzenile: 3810 m²
- Mombello di Torino: 3810 m²
- Mompantero: 3810 m²
- Monastero di Lanzo: 3810 m²
- Moncalieri: 3810 m²
- Moncenisio: 3810,14 m²
- Montaldo Torinese: 3810,39 m²
- Montalenghe: 3810,39 m²
- Montalto Dora: 3810 m²
- Montanaro: 4174 m²
- Monteu da Po: 3810,3948 m²
- Moriondo Torinese: 3810 m²
- Nichelino: 3810,4 m²
- Noasca: 3810,39 m²
- Nole: 3810,4 m²
- None: 3810 m²
- Novalesa: 3810,14 m²
- Oglianico: 3810,39 m²
- Orbassano: 3810 m²
- Orio Canavese: 3810 m²
- Osasco: 3810 m²
- Osasio: 3810,39 m²
- Ozegna: 3810,39 m²
- Palazzo Canavese: 3810 m²
- Pancalieri: 3810 m²
- Parella: 3810 m²
- Pavarolo: 3810,39 m²
- Pavone Canavese: 3810 m²
- Pecco: 3810,39 m²
- Pecetto Torinese: 3810 m²
- Perosa Argentina: 3810 m²
- Perosa Canavese: 3810,39 m²
- Perrero: 3810 m²
- Pertusio: 3810,39 m²
- Pessinetto: 3810 m²
- Pianezza: 3810,39 m²
- Pinasca: 3810 m²
- Pinerolo: 3810,39 m²
- Pino Torinese: 3810 m²
- Piobesi Torinese: 3810 m²
- Piossasco: 3810 m²
- Piscina: 3810 m²
- Piverone: 3810,39 m²
- Poirino: 3810 m²
- Pont Canavese: 3810 m²
- Porte: 3810 m²
- Prali: 3810 m²
- Pralormo: 3810 m²
- Prascorsano: 3810 m²
- Pratiglione: 3910,39 m²
- Quagliuzzo: 3810,39 m²
- Quincinetto: 3810 m²
- Reano: 3810,39 m²
- Ribordone: 3810 m²
- Riva presso Chieri: 3810,4 m²
- Rivalba: 3810,39 m²
- Rivalta di Torino: 3810,4 m²
- Rivara: 3810,39 m²
- Rivarolo Canavese: 3810,39 m²
- Rivarossa: 3810 m²
- Rivoli: 3810,3948 m²
- Robassomero: 3810 m²
- Rocca Canavese: 3810,4 m²
- Roletto: 3810,39 m²
- Romano Canavese: 3810 m²
- Rondissone: 3810 m²
- Rorà: 3810 m²
- Rosta: 3810 m²
- Roure: 3810 m²
- Rubiana: 3810,39 m²
- Rueglio: 3810 m²
- Salassa: 3810 m²
- Salbertrand: 3800 m²
- Salerano Canavese: 3810,39 m²
- Salza di Pinerolo: 3810 m²
- Samone: 3810,39 m²
- San Benigno Canavese: 3810 m²
- San Carlo Canavese: 3810,39 m²
- San Colombano Belmonte: 3810 m²
- San Didero: 3810 m²
- San Francesco al Campo: 3810,3948 m²
- San Germano Chisone: 3810 m²
- San Gillio: 3810,3948 m²
- San Giorgio Canavese: 3810 m²
- San Giorio di Susa: 3810 m²
- San Giusto Canavese: 3810 m²
- San Martino Canavese: 3810 m²
- San Maurizio Canavese: 3810 m²
- San Mauro Torinese: 3810 m²
- San Pietro Val Lemina: 3810,39 m²
- San Ponso: 3810 m²
- San Raffaele Cimena: 3810,3948 m²
- San Sebastiano da Po: 3810 m²
- San Secondo di Pinerolo: 3810 m²
- Sangano: 3810,39 m²
- Sant'Ambrogio di Torino: 3810 m²
- Sant'Antonino di Susa: 3810 m²
- Santena: 3810 m²
- Scalenghe: 3810,39 m²
- Scarmagno: 3810 m²
- Sciolze: 3810,39 m²
- Settimo Rottaro: 3800 m²
- Settimo Torinese: 3810 m²
- Settimo Vittone: 3810,39 m²
- Sparone: 3810 m²
- Strambinello: 3810 m²
- Strambino: 3810,39 m²
- Susa: 3810,4 m²
- Tavagnasco: 3800 m²
- Torino: 3810,3948 m²
- Torrazza Piemonte: 3810 m²
- Torre Canavese: 3810,39 m²
- Torre Pellice: 3810 m²
- Trana: 3810,39 m²
- Trausella: 3810,39 m²
- Traversella: 3810,39 m²
- Traves: 3810 m²
- Trofarello: 3810,4 m²
- Usseglio: 3810 m²
- Vaie: 3810 m²
- Val della Torre: 3810,39 m²
- Vallo Torinese: 3810 m²
- Valperga: 3810 m²
- Varisella: 3810 m²
- Vauda Canavese: 3810 m²
- Venaria Reale: 3810,3948 m²
- Venaus: 3810 m²
- Verolengo: 3810,39 m²
- Verrua Savoia: 3648 m²
- Vestignè: 3810,39 m²
- Vialfrè: 3810 m²
- Vico Canavese: 3810,39 m²
- Vidracco: 3810 m²
- Vigone: 3810,39 m²
- Villafranca Piemonte: 3810 m²
- Villanova Canavese: 3810,4 m²
- Villar Dora: 3810 m²
- Villar Focchiardo: 3810 m²
- Villar Pellice: 3810,39 m²
- Villar Perosa: 3810 m²
- Villarbasse: 3810,39 m²
- Villareggia: 3810,39 m²
- Villastellone: 3810,3948 m²
- Vinovo: 3810,44 m²
- Virle Piemonte: 3810 m²
- Vische: 3810 m²
- Vistrorio: 3810 m²
- Viù: 3810 m²
- Volpiano: 3810,39 m²
- Volvera: 3810 m²

#### Provincia del Verbano-Cusio-Ossola
Questa provincia non fa parte del Piemonte storico, perciò la giornata piemontese non è in uso. Tuttavia, in alcuni comuni era adottata un'unità di misura chiamata giornata, divisa in 4 pertiche, a loro volta divise in 24 tavole. 
- Mergozzo: 2616 m²
- San Bernardino Verbano: 2618,08 m²
- Santa Maria Maggiore: 2600 m² per la pianura: 2400 m² per i terreni in ripa
- Toceno: 1200 m²
- Verbania: 2618 m²

#### Provincia di Vercelli
In Alta Valsesia la giornata vale 3064 m² ed è divisa in quattro staia, che sono divise in due emine, divise a loro volta in due quartini. Ogni quartino equivale a sei trabucchi e ogni trabucco a quattro pertiche. Nella media valle la giornata non è in uso. Nella restante parte della provincia la giornata vale 3810 m² in quasi tutte le località. 
- Albano Vercellese: 3810 m²
- Alice Castello: 3810 m²
- Arborio: 3810 m²
- Asigliano Vercellese: 3810 m²
- Balmuccia: 3064 m²
- Balocco: 3810 m²
- Bianzè: 3810 m²
- Boccioleto: 3064 m²
- Borgo Vercelli: 3654 m²
- Borgo d'Ale: 3810 m²
- Buronzo: 3810,3948 m²
- Campertogno: 3064 m²
- Caresana: 3810 m²
- Caresanablot: 3810 m²
- Carisio: 3810 m²
- Casanova Elvo: 3810,39 m²
- Cigliano: 3810,4 m²
- Collobiano: 3810 m²
- Costanzana: 3810 m²
- Crescentino: 3810 m²
- Crova: 3810 m²
- Desana: 3810 m²
- Fontanetto Po: 3456 m²
- Formigliana: 3810,39 m²
- Gattinara: 3800 m²
- Ghislarengo: 3810 m²
- Greggio: 3810,3948 m²
- Lamporo: 3810 m²
- Lenta: 3810 m²
- Lignana: 3810 m²
- Livorno Ferraris: 3810,39 m²
- Lozzolo: 3810 m²
- Mollia: 3064 m²
- Moncrivello: 3810 m²
- Motta de' Conti: 3810 m²
- Olcenengo: 3810 m²
- Oldenico: 3810 m²
- Palazzolo Vercellese: 3424 m²
- Pertengo: 3810 m²
- Pezzana: 3810 m²
- Pila: 3064 m²
- Piode: 3064 m²
- Prarolo: 3810 m²
- Quinto Vercellese: 3810,39 m²
- Rassa: 3064 m²
- Rive: 3810 m²
- Roasio: 3810 m²
- Ronsecco: 3810 m²
- Rossa: 3064 m²
- Rovasenda: 3810,4 m²
- Salasco: 3810,39 m²
- Sali Vercellese: 3810,3948 m²
- Saluggia: 3810 m²
- San Germano Vercellese: 3810,39 m²
- San Giacomo Vercellese: 3810 m²
- Santhià: 3810,4 m²
- Scopa: 3064 m²
- Scopello: 3064 m²
- Serravalle Sesia: 3810 m²
- Stroppiana: 3810 m²
- Tricerro: 3810 m²
- Trino: 3810 m²
- Tronzano Vercellese: 3810 m²
- Valduggia: 3810,39 m²
- Vercelli: 3810,39 m²
- Villarboit: 3810 m²
- Villata: 3654 m²

### Altre equivalenze
- 1 g.ta p.se = 0,942 acri
- 1,062 g.te p.si = 1 acro
- 1 g.ta p.se = 0,381 ettari
- 1 ettaro = 2,624 g.ta p.se
- 1 stero = 0,047 ettari
- 1 ettaro = 20,997 steri